# Université d'État de Winona
L'université d'État de Winona (en anglais : Winona State University ou WSU) est une université américaine située à Winona dans le Minnesota.

## Personnalités liées

### Anciens étudiants
- Michele Bachmann, femme politique américaine
- Austin Aries, catcheur américain

## Source
- (en) Cet article est partiellement ou en totalité issu de l’article de Wikipédia en anglais intitulé « Winona State University » (voir la liste des auteurs).